# 스콧 리스터
스콧 리스터(Scott Lyster, 1987년 1월 22일 ~ )는 캐나다의 배우, 텔레비전 배우이다.
밴쿠버에서 태어났다.

## 영화
- 프리티 리틀 어딕트 (2015년)
- 락트 인 어 가라지 밴드 (2012년)
- 포울러 스톰 (2009년) - 케빈 역
- 소로러티 워즈 (2009년)
- 숏컷(영어판) (2009년) - 더기 역